# Landkreis Konstanz
Der Landkreis Konstanz ist ein Landkreis mit 291.841 Einwohnern (31. Dezember 2024) im baden-württembergischen Regierungsbezirk Freiburg. Der Landkreis liegt im Süden des Landes mit einer Grenze zur Schweiz. Der Landkreis Konstanz gehört zum Regionalverband Hochrhein-Bodensee.

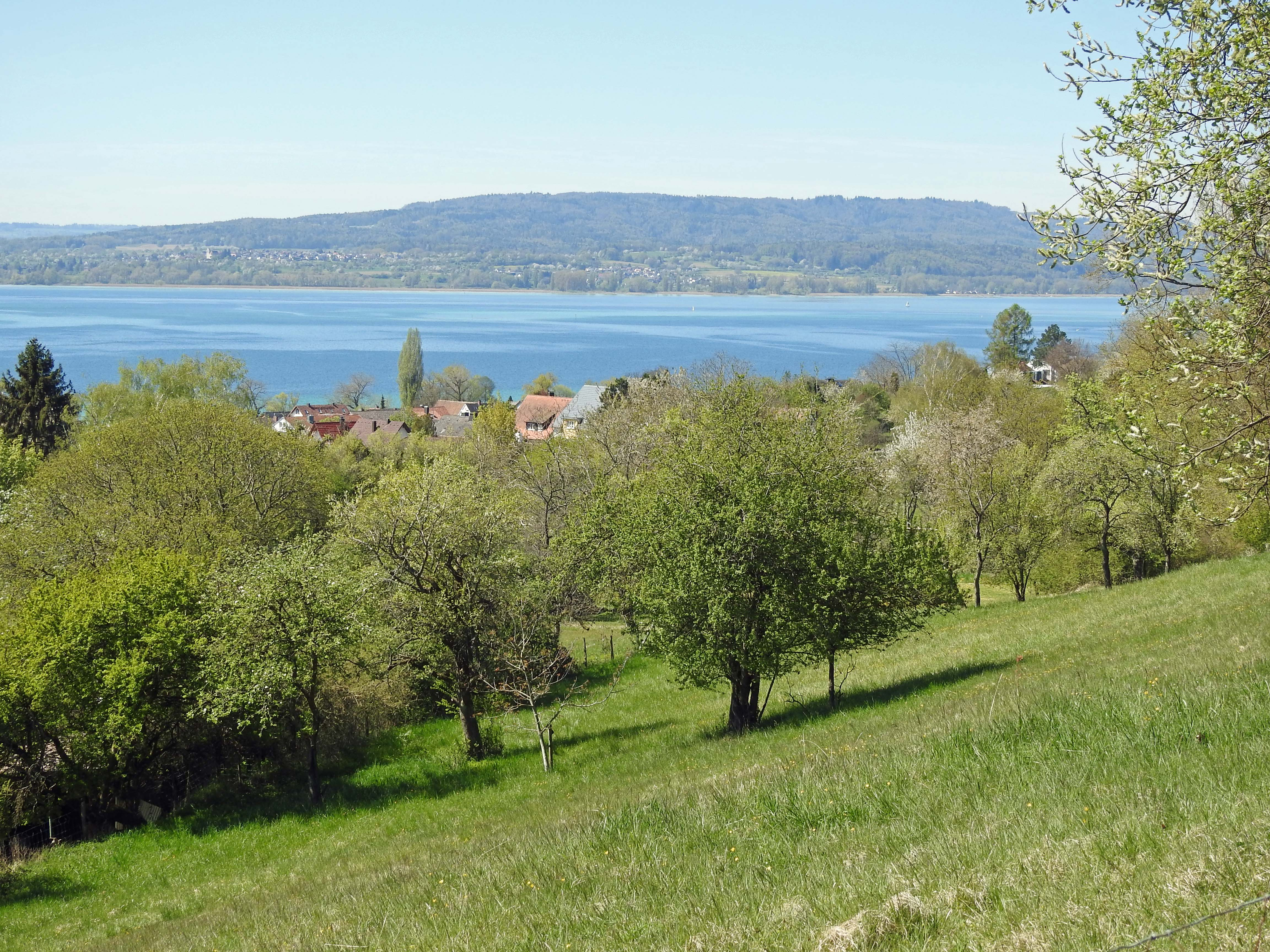
Gnadensee mit Halbinsel Höri von Nordosten

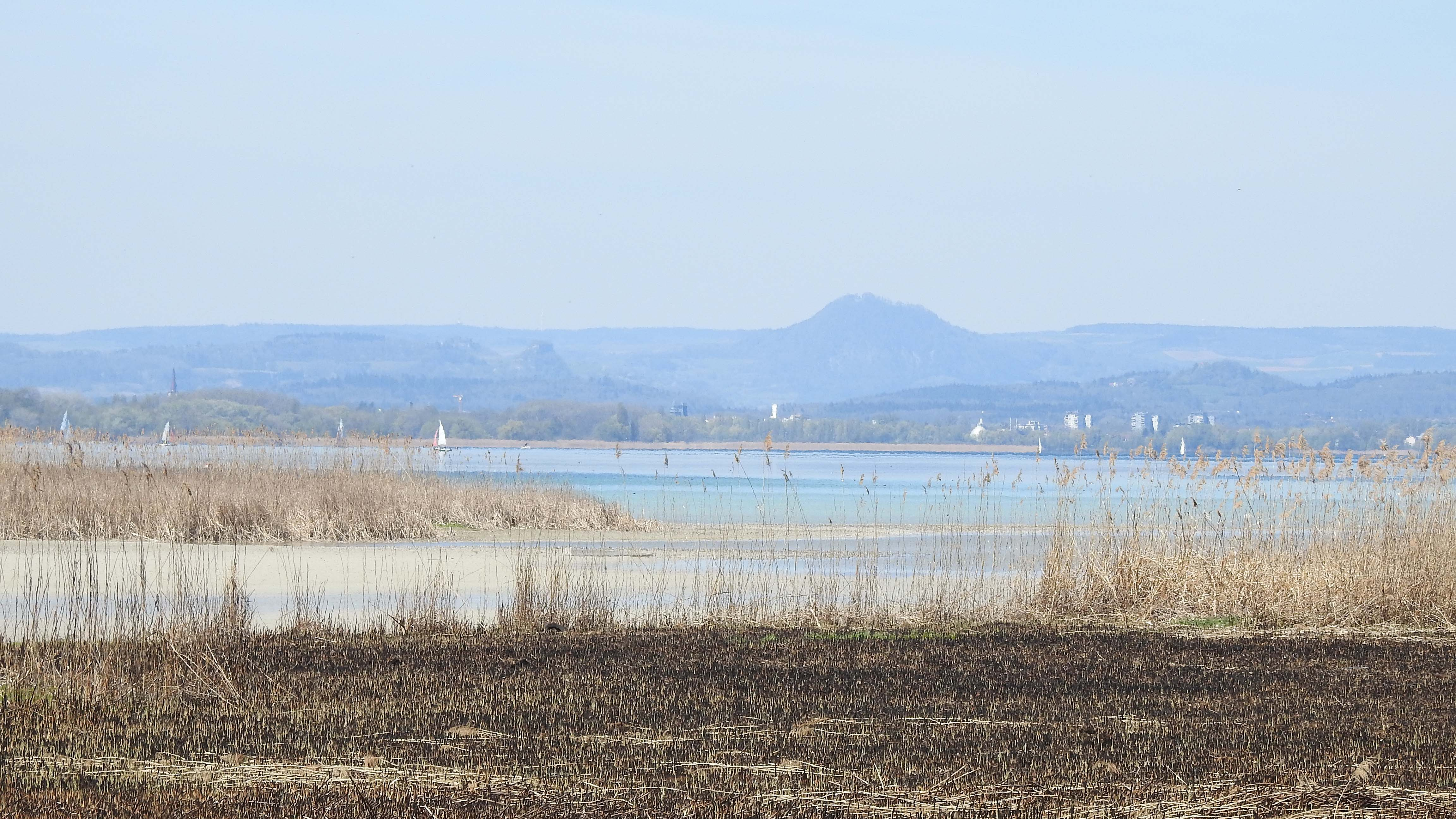
Gnadensee mit Radolfzell und den Hegaubergen

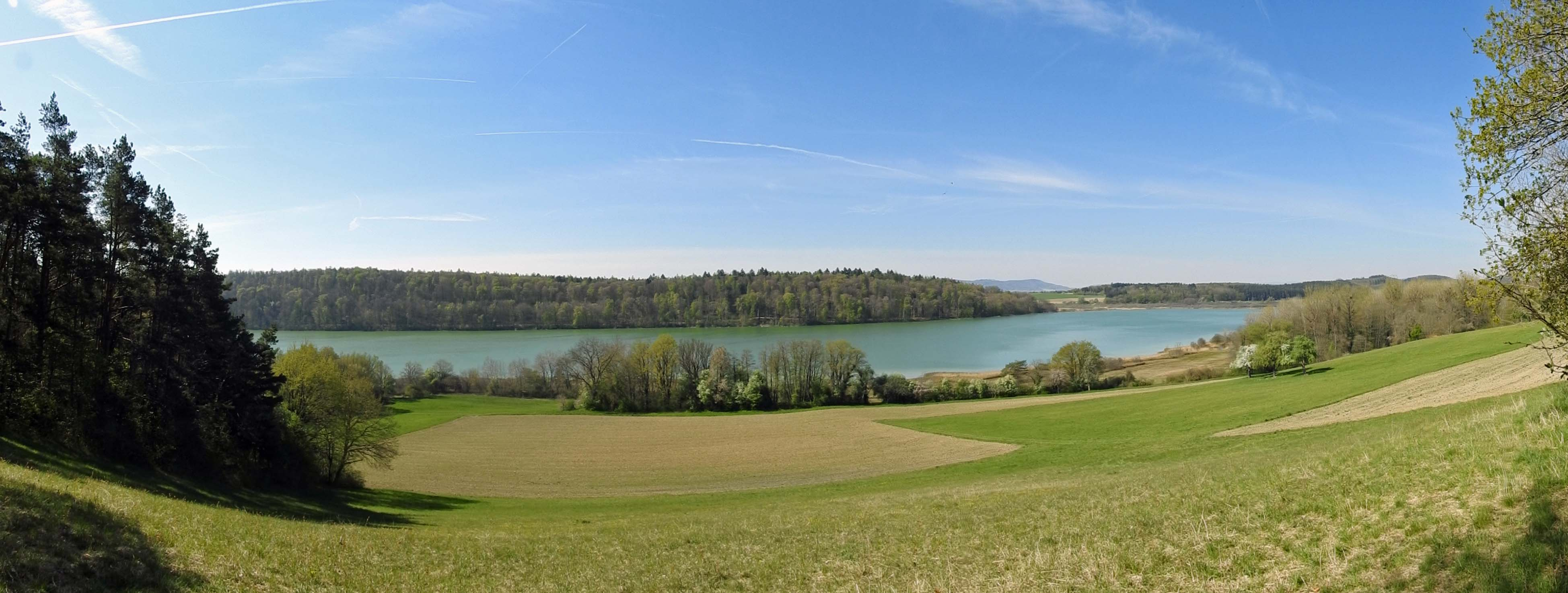
Mindelsee von Norden

## Geographie

### Lage
Der Landkreis Konstanz hat Anteil am Hegau, einer Landschaft, die man bereits zum Voralpengebiet zählt. Die Kreisstadt Konstanz liegt am südöstlichen Rand des Landkreises am Bodensee, der hier in den Untersee übergeht. Die Landschaft zwischen Untersee und Überlinger See nennt man Bodanrück. Zum Kreisgebiet gehören auch die Inseln Reichenau (eigene Gemeinde) und Mainau (Teil der Stadt Konstanz). Die höchste Erhebung ist mit 867,2 m ü. NHN der Neuhewen, der tiefste Punkt liegt mit 384,6 m ü. NHN in Büsingen am Hochrhein.

### Orte
Die Liste der Orte im Landkreis Konstanz enthält die ungefähr 456 Orte (Städte, Dörfer, Weiler, Zinken, Höfe und Wohnplätze) des Landkreises Konstanz im geographischen Sinne.

### Flächenaufteilung
Nach Daten des Statistischen Landesamtes, Stand 2015.

### Schutzgebiete
Im Landkreis Konstanz sind neun FFH-Gebiete, 69 Natur- und 16 Landschaftsschutzgebiete sowie 100 Wasserschutzgebiete ausgewiesen.
- Siehe auch: Liste der Naturschutzgebiete im Landkreis Konstanz, Liste der Landschaftsschutzgebiete im Landkreis Konstanz und Liste der Wasserschutzgebiete im Landkreis Konstanz

### Nachbarkreise
Der Landkreis grenzt im Uhrzeigersinn im Westen beginnend an die Landkreise Schwarzwald-Baar-Kreis, Tuttlingen, Sigmaringen und Bodenseekreis. Weiterhin grenzt er an den Bodensee selbst und an die Schweizer Kantone Thurgau und Schaffhausen. Die zum Kreis gehörende Exklave Büsingen am Hochrhein grenzt auch auf einer mehrere hundert Meter langen Strecke an den Schweizer Kanton Zürich.

## Geschichte
Der Landkreis Konstanz geht zurück auf das alte Bezirksamt Konstanz, das nach dem Übergang an Württemberg 1805/06 (bzw. ab 1810 Baden) errichtet wurde. Die badische Verwaltungsstruktur im Konstanzer Gebiet wurde in den Jahren 1809 (Seekreis), 1832 (Seekreis) und 1864 (Kreis Konstanz) mehrmals verändert. Im Jahr 1872 wurde das Bezirksamt Radolfzell dem Kreis Konstanz zugeordnet und in das Bezirksamt Konstanz eingegliedert. Im Jahr 1936 wurde das Bezirksamt Engen in das Bezirksamt Konstanz überführt. Im Jahr 1939 wurde der Landkreis nochmals verändert und Konstanz selbst eine kreisfreie Stadt, die jedoch 1953 wieder in den Landkreis integriert wurde. 1969 kamen die Festung Hohentwiel und 1967 das Wohngebiet Bruderhof in Singen vom Landkreis Tuttlingen zum Kreisgebiet.
Bei der Kreisreform im Land Baden-Württemberg wurde der Landkreis Konstanz am 1. Januar 1973 um die meisten Orte des aufgelösten Landkreises Stockach, drei Gemeinden des Landkreises Sigmaringen und um den Ort Stetten des Landkreises Donaueschingen auf seinen heutigen Umfang vergrößert. Zum heterogen zusammengesetzten Landkreis gehören das Westufer des Bodensees, Höri und Hegau. Die Wahl zum Kreistag mit 65 Kreisverordneten fand am 8. April 1973 statt, die Wahl des Landrats am 26. Juli 1973.
Seit Abschluss der Gemeindereform umfasst der Landkreis Konstanz 25 Gemeinden, darunter sieben Städte, wovon Konstanz, Radolfzell am Bodensee und Singen (Hohentwiel) den Titel Große Kreisstadt tragen. Größte Stadt ist Konstanz, kleinste Gemeinde ist Büsingen am Hochrhein. Diese liegt als deutsche Exklave zwischen den Schweizer Kantonen Schaffhausen, Thurgau und Zürich, ist Schweizer Zollanschlussgebiet und hat als Besonderheit ein eigenes Kfz-Unterscheidungszeichen.

### Einwohnerstatistik

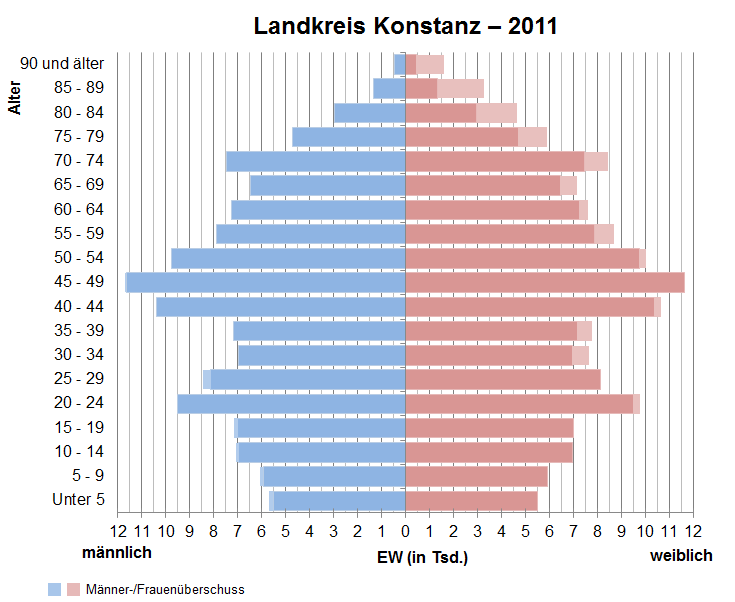
Bevölkerungspyramide für den Kreis Konstanz (Datenquelle: Zensus 2011.)

Die Einwohnerzahlen sind Volkszählungsergebnisse (¹) oder amtliche Fortschreibungen des Statistischen Landesamts Baden-Württemberg (nur Hauptwohnsitze).
| Datum             | Einwohner |
| ----------------- | --------- |
| 31. Dezember 1973 | 232.680   |
| 31. Dezember 1975 | 229.505   |
| 31. Dezember 1980 | 230.054   |
| 31. Dezember 1985 | 232.611   |
| 25. Mai 1987 ¹    | 231.898   |
| 31. Dezember 1990 | 246.059   |

| Datum             | Einwohner |
| ----------------- | --------- |
| 31. Dezember 1995 | 258.668   |
| 31. Dezember 2000 | 266.183   |
| 31. Dezember 2005 | 274.692   |
| 31. Dezember 2010 | 278.983   |
| 31. Dezember 2015 | 280.288   |
| 31. Dezember 2020 | 286.876   |

### Konfessionsstatistik
Der Anteil der evangelische und katholische Kirchenmitglieder im Kreis sinkt jährlich um einen Prozentpunkt. Gemäß dem Zensus 2022 waren 37,4 % der Einwohner katholisch, 16,0 % evangelisch, und 46,6 % waren konfessionslos, gehörten einer anderen Glaubensgemeinschaft an oder machten keine Angabe.

## Politik
Der Landkreis wird vom Kreistag und vom Landrat verwaltet.

### Kreistag
Der Kreistag wird von den Wahlberechtigten im Landkreis auf fünf Jahre gewählt. Die Kommunalwahl am 9. Juni 2024 ergab folgende Sitzverteilung:
- Linke: 2
- Grüne: 12
- SPD: 10
- FW: 12
- FDP: 5
- CDU: 23
- AfD: 8
- WG: 2

Wählergruppe (WG): Junges Forum Konstanz (JFK)
| Parteien und Wählergemeinschaften | Parteien und Wählergemeinschaften       | % 2024 | Sitze 2024 | % 2019 | Sitze 2019 | % 2014 | Sitze 2014 | % 2009 | Sitze 2009 | % 2004 | Sitze 2004 | % 1999 | Sitze 1999 | % 1994 | Sitze 1994 | % 1989 | Sitze 1989 |
| CDU                               | Christlich Demokratische Union          | 27,6   | 23         | 26,6   | 20         | 34,0   | 23         | 30,3   | 22         | 35,3   | 26         | 37,9   | 29         | 32,5   | 28         | 33,4   | 25         |
| Grüne                             | Bündnis 90/Die Grünen                   | 20,7   | 12         | 29,4   | 18         | 18,6   | 11         | 17,8   | 10         | 17,6   | 9          | 13,0   | 7          | 16,7   | 11         | 12,2   | 7          |
| FW                                | Freie Wählervereinigung                 | 15,4   | 12         | 16,6   | 14         | 17,9   | 14         | 18,8   | 15         | –      | –          | –      | –          | –      | –          | –      | –          |
| WG                                | Wählervereinigungen                     | –      | –          | –      | –          | –      | –          | –      | –          | 19,7   | 14         | 21,1   | 15         | 19,2   | 17         | 20,3   | 15         |
| SPD                               | Sozialdemokratische Partei Deutschlands | 12,7   | 10         | 12,6   | 10         | 16,4   | 11         | 16,5   | 11         | 18,3   | 13         | 19,4   | 13         | 22,6   | 18         | 23,3   | 16         |
| FDP                               | Freie Demokratische Partei              | 6,5    | 5          | 7,4    | 6          | 6,5    | 5          | 10,1   | 7          | 7,0    | 5          | 7,5    | 5          | 7,0    | 5          | 7,8    | 5          |
| Linke                             | Die Linke                               | 3,7    | 2          | 5,3    | 3          | 4,1    | 2          | 2,8    | 1          | –      | –          | –      | –          | –      | –          | –      | –          |
| AfD                               | Alternative für Deutschland             | 8,3    | 8          | 2,2    | 2          | –      | –          | –      | –          | –      | –          | –      | –          | –      | –          | –      | –          |
| NL                                | Neue Linie e. V.                        | –      | –          | –      | –          | 2,57   | 2          | 3,77   | 2          | –      | –          | –      | –          | –      | –          | –      | –          |
| REP                               | Die Republikaner                        | –      | –          | –      | –          | –      | –          | –      | –          | –      | –          | 0,7    | –          | 1,4    | –          | 2,4    | 1          |
| JFK                               | Junges Forum Konstanz                   | 4,3    | 2          | –      | –          | –      | –          | –      | –          | –      | –          | –      | –          | –      | –          | –      | –          |
| Sonst.                            | Sonstige                                | 0,8    | –          | –      | –          | –      | –          | –      | –          | 2,1    | –          | 0,4    | –          | 0,7    | –          | 0,5    | –          |
| Gesamt                            | Gesamt                                  | 100    | 74         | 100    | 73         | 100    | 68         | 100    | 68         | 100    | 67         | 100    | 69         | 100    | 79         | 100    | 69         |
| Wahlbeteiligung                   | Wahlbeteiligung                         | 59,7 % | 59,7 %     | 57,8 % | 57,8 %     | 47,1 % | 47,1 %     | 46,9 % | 46,9 %     | 47,5 % | 47,5 %     | 48,8 % | 48,8 %     | 61,7 % | 61,7 %     | 53,0 % | 53,0 %     |

- WG: Wählervereinigungen, da sich die Ergebnisse von 1989 bis 2004 nicht auf einzelne Wählergruppen aufschlüsseln lassen.

### Landräte
Der Landrat ist gesetzlicher Vertreter und Repräsentant des Landkreises sowie Vorsitzender des Kreistags und seiner Ausschüsse. Er leitet das Landratsamt und ist Beamter des Kreises.
Zu seinem Aufgabengebiet zählen die Vorbereitung der Kreistagssitzungen sowie seiner Ausschüsse. Er beruft Sitzungen ein, leitet diese und vollzieht die dort gefassten Beschlüsse. In den Gremien hat er kein Stimmrecht. Sein Stellvertreter ist der Erste Landesbeamte.
Die Oberamtmänner bzw. Landräte des Bezirksamts bzw. Landkreises Konstanz von 1807 bis heute:
- 1807–1809: Josef Edler von Chrismar
- 1810–1819: Johann Ignaz Georg Hütlin
- 1819–1836: Karl von Ittner
1832–1836 vertreten durch Friedrich Stähle
- 1836–1842: Franz Pfister
- 1843:–1945 August Eichrodt
- 1843–1844: Carl Honsell
- 1844–1847: Demeter Messmer
- 1847–1849: Melchior Fieser
- 1849:–1945 Josef Böhler
- 1849–1856: Ludwig Schaible
- 1856–1862: Josef von Chrismar
- 1862–1866: Franz Ludwig Stösser
- 1866–1870: Wilhelm Heinrich Lang
- 1870–1871: Rudolf Bekk
- 1871–1876: Otto Flad
- 1876–1886: Adolf Ostner
- 1886–1889: Karl Heinrich Baader
- 1889–1893: Max Föhrenbach
- 1893–1902: Albert Jung
- 1902–1911: Wilhelm Groos
- 1911–1924: Heinrich Belzer
- 1924–1926: Martin Hartmann
- 1926–1927: Alexander Schaible
- 1927–1932: August Pfützner
- 1932–1935: Alfred Franck
- 1935–1937: Carl Engelhardt
- 1937–1938: Sigmar Schühly
- 1938–1945: Friedrich Kauffmann
- 1945:–1945 Herbert Hassencamp-Fischer (Amtsverweser)
- 1945–1946: Marcel Nordmann
- 1947–1948: Josef Astfäller (kommissarisch)
- 1948–1954: Rudolf Belzer
- 1954–1968: Ludwig Seiterich
- 1968–1973: Heinz Göbel
- 1973–1997: Robert Maus (CDU)
- 1997–2019: Frank Hämmerle (CDU)
- seit 2019: Zeno Danner

### Hoheitssymbole

Wappen
Hissflagge
Bannerflagge

Das Wappen des Landkreises Konstanz zeigt in geviertem Schild in den Feldern 1 und 4 in Blau einen schräg aufwärts gelegenen silbernen Fisch (Felchen), im Feld 2 in Silber ein durchgehendes rotes Kreuz und im Feld 3 in Gold drei blaue Hirschstangen. Das Wappen wurde dem Landkreis Konstanz am 25. April 1974 vom Innenministerium Baden-Württemberg verliehen.
Die Wappenbilder symbolisieren die früheren Herrschaftsstrukturen im Kreisgebiet: das Hochstift Konstanz und die Reichsabtei Reichenau (Kreuz) sowie die Hegau-Grafen bzw. Landgrafschaft Nellenburg (Hirschstangen). Die Fische sollen den Fischreichtum im Bodensee symbolisieren.
Vor der Kreisreform hatte der Landkreis Konstanz ein anderes Wappen, das mit dem heutigen jedoch fast identisch war. Es zeigte lediglich im Feld 3 anstelle der Hirschstangen ebenfalls das Kreuz, wie in Feld 2. Dieses Wappen war dem Landkreis Konstanz am 26. Juli 1957 verliehen worden.
Die Flaggenfarben des Landkreises Konstanz sind Blau-Gelb und wurden am 16. Juni 1988 vom Regierungspräsidium Freiburg verliehen, es werden aber auch Flaggen mit der Farbfolge Gelb-Blau genutzt.

### Partnerschaft

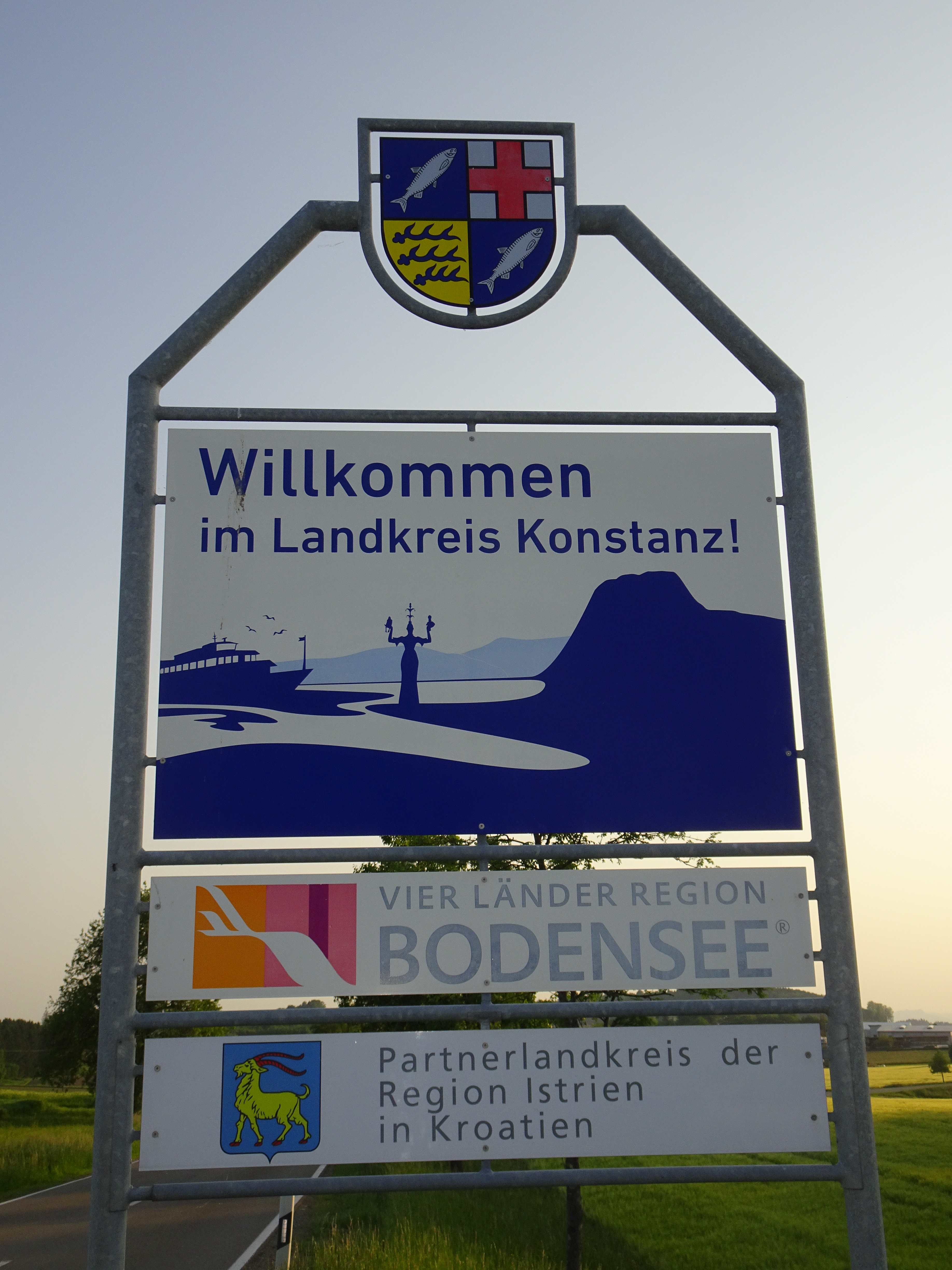
Landkreis Konstanz mit dem Wappen

Der Landkreis Konstanz und die Region Istrien, eine Gespanschaft von 41 Kommunen und knapp 210.000 Einwohnern in Kroatien, führen seit April 2015 eine Partnerschaft.

## Wirtschaft und Infrastruktur

### Wirtschaft
Im Landkreis befinden sich Produktionsstätten der Firmen Amcor, Constellium, Maggi/Nestlé, Takeda Pharmaceutical, Schiesser sowie das Institut für Demoskopie Allensbach. Weiter sind strukturgebend kleine und mittlere Unternehmen des produzierenden Gewerbe, aus Handel, Gastgewerbe, Verkehr, Dienstleistungen und Landwirtschaft.
Im Zukunftsatlas 2016 belegte der Landkreis Konstanz Platz 53 von 402 Landkreisen und kreisfreien Städten in Deutschland und zählt damit zu den Orten mit „hohen Zukunftschancen“. In der Ausgabe von 2019 lag er auf Platz 81 von 401.

### Kreiseinrichtungen

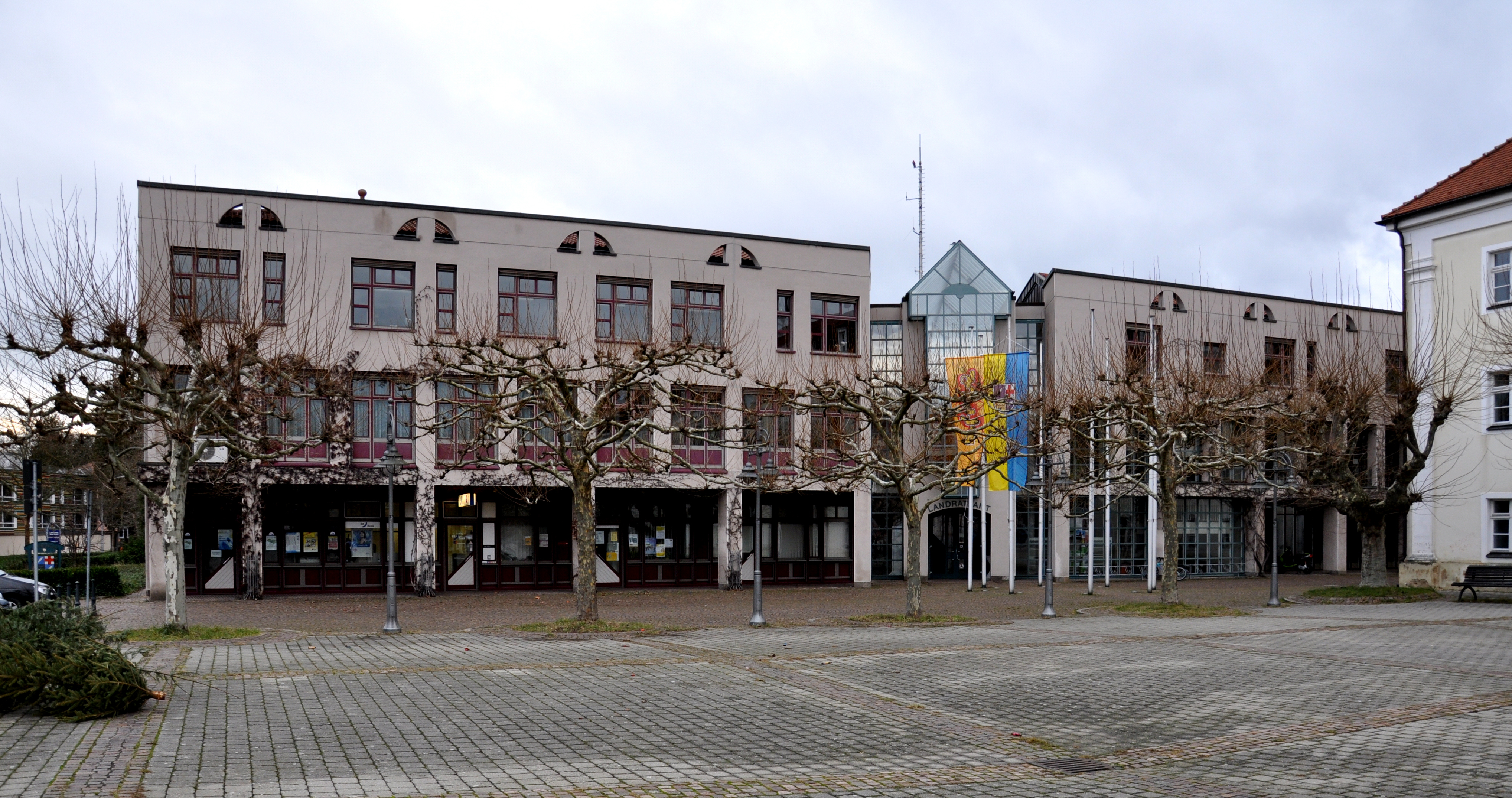
Landratsamt am Benediktinerplatz in Konstanz

Der Landkreis Konstanz ist Träger folgender beruflicher Schulen: Zeppelin-Gewerbeschule Konstanz, Wessenberg-Schule (Kaufmännische Schulen) Konstanz, Berufsschulzentrum (gewerbliche, kaufmännische, haus- und landwirtschaftliche Schulen) Radolfzell am Bodensee, Mettnau-Schule (hauswirtschaftliche Schulen) Radolfzell am Bodensee, Hohentwiel-Gewerbeschule Singen (Hohentwiel), Robert-Gerwig-Schule (kaufmännische Schulen) Singen (Hohentwiel), Berufsschulzentrum (gewerbliche, kaufmännische und hauswirtschaftliche Schulen) Stockach und Fachschule für Landwirtschaft Stockach ferner folgender Sonderpädagogischer Bildungs- und Beratungszentren: Regenbogen-Schule Konstanz (Förderschwerpunkt geistige Entwicklung und körperlich-motorische Entwicklung), Haldenwang-Schule Hohentwiel (Förderschwerpunkt geistige Entwicklung und körperlich-motorische Entwicklung), Sonnenland-Schule Stockach (Förderschwerpunkt Sprache) und das Sonderpädagogische Bildungs- und Beratungszentrum für Schüler in längerer Krankenhausbehandlung Konstanz.
Der Landkreis Konstanz ist Gesellschafter des Gesundheitsverbund Landkreis Konstanz (GLKN) gGmbH, die unter anderem das Klinikum Konstanz und das Hegau-Bodensee-Klinikum Singen betreibt. Weitere Standorte des Verbunds im Landkreis Konstanz sind das Gesundheitszentrum Engen, das Ambulantes OP-Zentrum Konstanz und die Orthopädische Fachklinik Vincentius in Konstanz. Die Gesellschaft betreibt ferner in Engen ein Senioren- und Pflegeheim sowie in Gailingen am Hochrhein das Friedrichsheim, eine Pflege- und Seniorenwohnanlage und das Hegau-Jugendwerk, ein neurologisches Krankenhaus und Rehabilitationszentrum für Kinder und Jugendliche.

### Verkehr

#### Öffentlicher Personennahverkehr
Der landkreisweite Verkehrsverbund Hegau-Bodensee (VHB) wurde im Jahr 1995 gegründet. Er ist ein Mischverbund aus den im Landkreis tätigen Verkehrsunternehmen und dem Landkreis. Insgesamt fuhren 2007 15,1 Millionen Fahrgäste innerhalb des Verbundtarifes.

#### Schiene

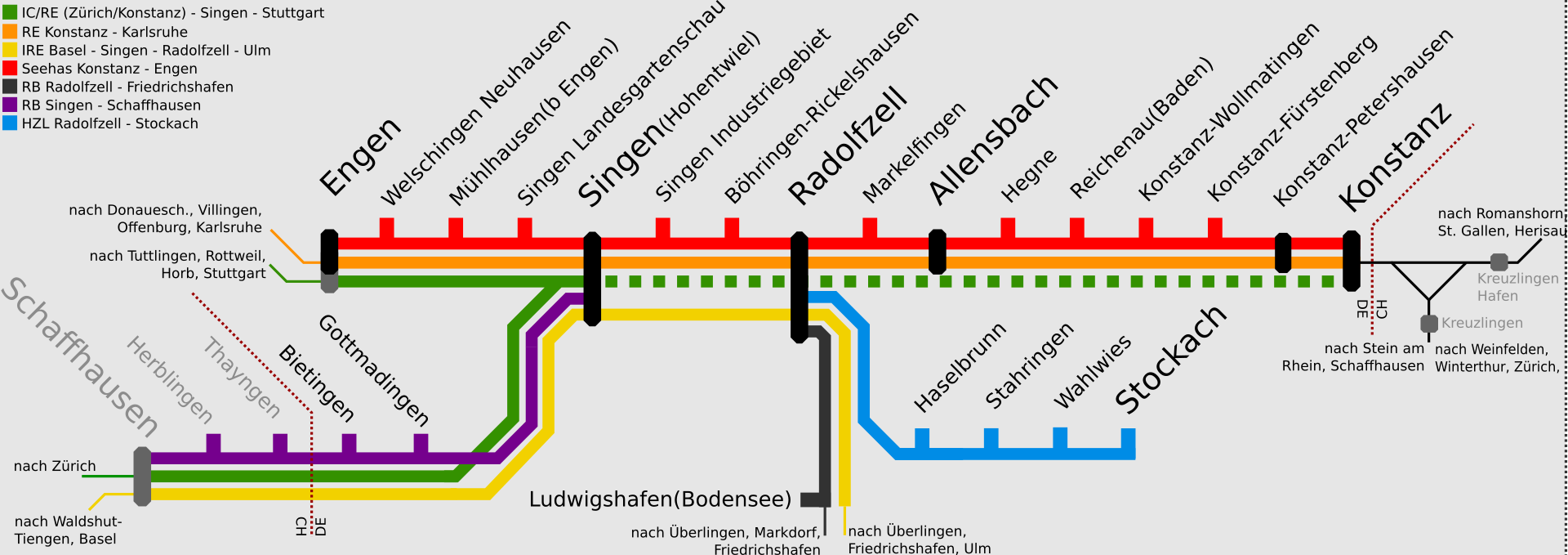
Zugläufe im Landkreis Konstanz

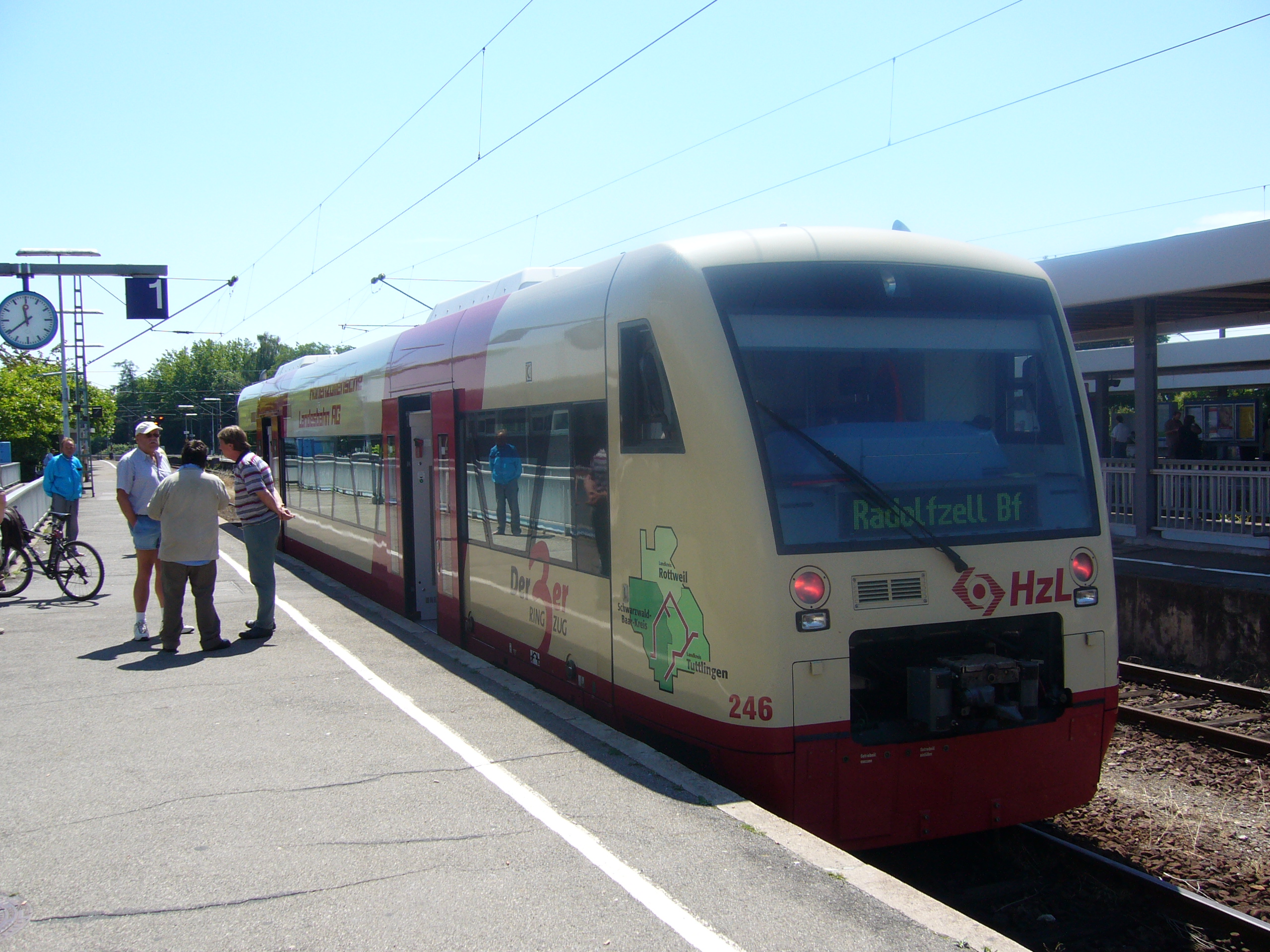
Regio-Shuttle der Hohenzollerischen Landesbahn im Bahnhof Radolfzell zur Fahrt auf dem Seehäsle

Das Kreisgebiet wird durch vier aktive Eisenbahnstrecken erschlossen. Im Einzelnen sind dies
- die Schwarzwaldbahn von Offenburg nach Singen im Abschnitt Engen–Singen
- die Bahnstrecke Stahringen–Friedrichshafen im Abschnitt Stahringen–Ludwigshafen (Bodensee)
- die Bahnstrecke Radolfzell–Mengen im Abschnitt Radolfzell–Schwackenreute (ab Stockach nur saisonal im Freizeitverkehr)
- die Hochrheinbahn von Konstanz nach Basel Badischer Bahnhof im Abschnitt bis Bietingen

Besonders wichtig für den Landkreis ist der Bahnhof Singen, wo Intercity-Anschluss nach Stuttgart und Zürich besteht, zwei Zugpaare am Tag fahren nach Konstanz. Des Weiteren gibt es vereinzelte Fernverkehrs-Verbindungen über die Schwarzwaldbahn in Richtung Köln – Münster. Ab Konstanz verkehren InterRegios der Schweizerischen Bundesbahnen bis Luzern mit Halt auch am Flughafen Zürich. Im Nahverkehr gibt es den meist stündlich Richtung Karlsruhe verkehrenden Regional-Express (Schwarzwaldbahn), der den Landkreis zwischen Konstanz und Engen durchquert und den zweistündlichen Regional-Express der Linie RE 3 von Basel Bad Bf über Friedrichshafen Stadt nach Ulm, der in Radolfzell und Singen (Htw) hält. Des Weiteren existieren folgende Verbindungen: Die Linie S 6 (Seehas) von Konstanz nach Engen, S 61 (Seehäsle) von Radolfzell nach Stockach und S 62 (Rhyhas) von Singen nach Schaffhausen sowie die RB 31 von Radolfzell nach Friedrichshafen.

#### Straße
Im Kreisgebiet endet die Bundesautobahn 81 Stuttgart – Singen (Hohentwiel). Ferner führt in West-Ost-Richtung die Bundesautobahn 98 vom Autobahnkreuz Hegau bis nach Stockach. Bundesstraßen im Gebiet des Landkreises sind die Bundesstraßen 14, 31, 313, 314, 33, 34 und 491. Ansonsten erschließen mehrere Landes- und Kreisstraßen den Landkreis Konstanz. Von Konstanz aus besteht eine Fährverbindung über den Bodensee nach Meersburg.

#### Radverkehr
Durch den Landkreis verlaufen einige Alltagsrouten aus dem Radnetz Baden-Württemberg:
- Von Schaffhausen und Thayngen kommend über Gottmadingen, Singen und Radolfzell nach Konstanz. Dort verzweigt die Route Richtung Kreuzlingen und zur Fähre nach Meersburg
- Von Geisingen kommend über Engen und Singen Richtung Ramsen und Stein am Rhein
- Von Singen über Steißlingen und Stockach Richtung Meßkirch
- Von Stockach Richtung Überlingen.

Überdies gibt es ein Radwegekonzept des Landkreises aus dem Jahr 2018.
Durch den Landkreis verlaufen die folgenden Landes-Radfernwege:
- Der Bodensee-Radweg umrundet den Bodensee. Er ist auf der Nordseite des Sees auch ein Teil der D-Route 8 (Rhein-Route)[21]. Die D-Route 8 führt aber im Gegensatz zum Bodensee-Radweg nicht über Konstanz, sondern kürzt ab und führt direkt von Radolfzell in den Stadtteil Güttingen. Zwischen Konstanz und Stein am Rhein ist der Bodensee-Radweg zugleich ein Teil der Eurovelo-Route 15 (Rheinradweg)[22]. Die D-Route 8 und die Eurovelo-Route 15 führen auch über Gailingen nach Schaffhausen und weiter rheinabwärts. Von Stein am Rhein bis Schaffhausen verläuft überdies die Schweizer Veloland-Route 2 (Rhein-Route)[23] rechts des Rheins. Zwischen Radolfzell und Basel verlaufen auf dieser Trasse zugleich die D-Route 6 (Donauroute) und die Eurovelo-Route 6 (Atlantik – Schwarzes Meer)[24].
- Der Schwäbische-Alb-Radweg führt über die ganze Schwäbische Alb vom Bodensee nach Donauwörth. Er verläuft von Ludwigshafen über Aach und Engen Richtung Donauversickerung bei Immendingen.
- Der Heidelberg-Schwarzwald-Bodensee-Radweg führt von Heidelberg nach Radolfzell. Er führt von Donaueschingen kommend über Tengen und Singen an sein Ziel.
- Der Hohenzollern-Radweg führt von Konstanz über Ludwigshafen und Meßkirch und die hohenzollerischen Städte Sigmaringen und Hechingen nach Weinstadt im Rems-Murr-Kreis.

Zwischen Radolfzell und Tuttlingen verlaufen die D-Route 6 und die Eurovelo-Route 6 über Eigeltingen und den Berg Witthoh, um ab Tuttlingen donauabwärts weiterzuführen.
Der Landkreis Konstanz ist Mitglied der AGFK (Arbeitsgemeinschaft Fahrrad- und Fußverkehrsfreundlicher Kommunen) in Baden-Württemberg und hat die „Qualitätsstufe“ für eine fahrradfreundliche Kommune erreicht.

## Gemeinden
(Einwohner am 31. Dezember 2024)
| Städte 1. Aach (2377) 2. Engen (11.311) 3. Konstanz, Große Kreisstadt (86.919) 4. Radolfzell am Bodensee, Große Kreisstadt (31.734) 5. Singen (Hohentwiel), Große Kreisstadt (47.621) 6. Stockach (17.646) 7. Tengen (4818) Vereinbarte Verwaltungsgemeinschaften bzw. Gemeindeverwaltungsverbände 1. Vereinbarte Verwaltungsgemeinschaft der Stadt Engen mit der Stadt Aach und der Gemeinde Mühlhausen-Ehingen 2. Vereinbarte Verwaltungsgemeinschaft der Gemeinde Gottmadingen mit den Gemeinden Büsingen am Hochrhein und Gailingen 3. Gemeindeverwaltungsverband „Höri“ mit Sitz in Gaienhofen; Mitgliedsgemeinden: Gaienhofen, Moos und Öhningen 4. Vereinbarte Verwaltungsgemeinschaft der Stadt Konstanz mit den Gemeinden Allensbach und Reichenau 5. Vereinbarte Verwaltungsgemeinschaft der Stadt Singen (Hohentwiel) mit den Gemeinden Rielasingen-Worblingen, Steißlingen und Volkertshausen 6. Vereinbarte Verwaltungsgemeinschaft der Stadt Stockach mit den Gemeinden Bodman-Ludwigshafen, Eigeltingen, Hohenfels, Mühlingen und Orsingen-Nenzingen | Weitere Gemeinden 1. Allensbach (7353) 2. Bodman-Ludwigshafen (4838) 3. Büsingen am Hochrhein (1440) 4. Eigeltingen (3821) 5. Gaienhofen (3334) 6. Gailingen am Hochrhein (3044) 7. Gottmadingen (10.871) 8. Hilzingen (9196) 9. Hohenfels (2236) 10. Moos (3417) 11. Mühlhausen-Ehingen (4054) 12. Mühlingen (2720) 13. Öhningen (3559) 14. Orsingen-Nenzingen (3588) 15. Reichenau (5189) 16. Rielasingen-Worblingen (12.268) 17. Steißlingen (5133) 18. Volkertshausen (3354) |  |

## Kreis- und Landesgrenze zur Schweiz
Zwischen dem Landkreis Konstanz und dem Kanton Schaffhausen in der Schweiz verläuft auf der Landseite eine 84 Kilometer lange Grenze. Über 900 Grenzsteine markieren ihren Verlauf. Sie sind so gesetzt, dass von einem Stein der nächste zu sehen ist. 1893 wurde die Regelung eingeführt, dass alle sechs Jahre durch deutsche und schweizerische Beamte gemeinsam ein Kontrollgang stattfindet (vgl. Schnadegang). Als Folge werden etwa zehn bis zwanzig Exemplare ersetzt, wieder senkrecht aufgestellt, gereinigt oder nachgemalt. Die Grenze zwischen dem ehemaligen Land Baden und der Schweiz wurde auf dem Wiener Kongress geregelt und 1839 markiert. Ein Grenzstein ist 1,5 Meter hoch, 300 Kilogramm schwer und der Querschnitt beträgt mindestens 30 Zentimeter.
In Zusammenhang mit der kreisangehörigen Gemeinde Büsingen am Hochrhein bestehen verschiedene rechtliche Besonderheiten.

## Der „alte“ Landkreis Konstanz
Vor der Kreisreform 1973 bzw. vor der Gemeindereform gehörten zum (alten) Landkreis Konstanz seit 1936 insgesamt 66 Gemeinden, darunter sechs Städte, wobei die Kreisstadt Konstanz sowie die zweitgrößte Stadt Singen (Hohentwiel) seit dem 1. April 1956 Große Kreisstädte waren.
Am 7. März 1968 stellte der Landtag von Baden-Württemberg die Weichen für eine Gemeindereform. Mit dem Gesetz zur Stärkung der Verwaltungskraft kleinerer Gemeinden war es möglich, dass sich kleinere Gemeinden freiwillig zu größeren vereinigen konnten. Den Anfang im alten Landkreis Konstanz machte am 1. Januar 1970 die Gemeinde Duchtlingen, die sich mit der Gemeinde Hilzingen vereinigte. Weitere Gemeindefusionen folgten, und am 1. Januar 1971 verließ die Gemeinde Nordhalden den Landkreis Konstanz, da sie sich mit der Stadt Blumberg im Landkreis Donaueschingen vereinigte. Am 1. April 1972 wurde die Gemeinde Beuren an der Aach aus dem Landkreis Stockach um- und in die Stadt Singen (Hohentwiel) eingegliedert.
In der Folgezeit reduzierte sich die Zahl der Gemeinden stetig. Am 1. Januar 1973 wurde der neue vergrößerte Landkreis Konstanz errichtet.
Die größte Gemeinde des alten Landkreises Konstanz war die Große Kreisstadt Konstanz. Die kleinste Gemeinde war Talheim.
Der alte Landkreis Konstanz umfasste zuletzt eine Fläche von 519 km² und hatte bei der Volkszählung 1970 insgesamt 189.651 Einwohner.
In der Tabelle wird die Einwohnerentwicklung des alten Landkreises Konstanz bis 1970 angegeben. Alle Einwohnerzahlen sind Volkszählungsergebnisse.
| Datum              | Einwohner |
| ------------------ | --------- |
| 17. Mai 1939       | 105.972   |
| 13. September 1950 | 123.245   |

| Datum        | Einwohner |
| ------------ | --------- |
| 6. Juni 1961 | 158.387   |
| 27. Mai 1970 | 189.651   |

Es folgt eine Liste der Gemeinden des alten Landkreises Konstanz vor der Gemeindereform. Mit Ausnahme von Nordhalden, das heute Teil des Schwarzwald-Baar-Kreises ist, gehören alle Gemeinden auch heute noch zum Landkreis Konstanz.

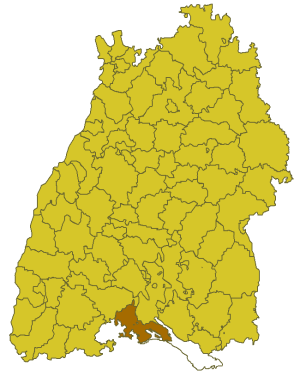
Landkreis Konstanz vor der Kreisreform

| frühere Gemeinde                      | heutige Gemeinde       | Einwohner am 6. Juni 1961 |
| ------------------------------------- | ---------------------- | ------------------------- |
| Allensbach                            | Allensbach             | 2.063                     |
| Anselfingen                           | Engen                  | 623                       |
| Bankholzen                            | Moos                   | 406                       |
| Bargen                                | Engen                  | 242                       |
| Beuren am Ried                        | Tengen                 | 281                       |
| Biesendorf                            | Engen                  | 210                       |
| Bietingen                             | Gottmadingen           | 808                       |
| Binningen                             | Hilzingen              | 594                       |
| Bittelbrunn                           | Engen                  | 291                       |
| Blumenfeld, Stadt                     | Tengen                 | 388                       |
| Bohlingen                             | Singen (Hohentwiel)    | 1.311                     |
| Böhringen                             | Radolfzell am Bodensee | 2.144                     |
| Büsingen am Hochrhein                 | Büsingen am Hochrhein  | 841                       |
| Büßlingen                             | Tengen                 | 716                       |
| Dettingen                             | Konstanz               | 1.259                     |
| Dingelsdorf                           | Konstanz               | 738                       |
| Duchtlingen                           | Hilzingen              | 344                       |
| Ebringen                              | Gottmadingen           | 263                       |
| Ehingen im Hegau                      | Mühlhausen-Ehingen     | 781                       |
| Engen, Stadt                          | Engen                  | 3.924                     |
| Friedingen                            | Singen (Hohentwiel)    | 963                       |
| Gaienhofen                            | Gaienhofen             | 673                       |
| Gailingen                             | Gailingen am Hochrhein | 1.947                     |
| Gottmadingen                          | Gottmadingen           | 5.423                     |
| Gundholzen                            | Gaienhofen             | 189                       |
| Güttingen                             | Radolfzell am Bodensee | 612                       |
| Hausen an der Aach                    | Singen (Hohentwiel)    | 358                       |
| Hegne                                 | Allensbach             | 690                       |
| Hemmenhofen                           | Gaienhofen             | 375                       |
| Hilzingen                             | Hilzingen              | 2.326                     |
| Horn                                  | Gaienhofen             | 585                       |
| Iznang                                | Moos                   | 397                       |
| Kaltbrunn                             | Allensbach             | 250                       |
| Konstanz, Große Kreisstadt            | Konstanz               | 52.651                    |
| Langenrain                            | Allensbach             | 316                       |
| Liggeringen                           | Radolfzell am Bodensee | 546                       |
| Litzelstetten                         | Konstanz               | 830                       |
| Markelfingen                          | Radolfzell am Bodensee | 976                       |
| Möggingen                             | Radolfzell am Bodensee | 337                       |
| Moos                                  | Moos                   | 504                       |
| Mühlhausen                            | Mühlhausen-Ehingen     | 1.026                     |
| Neuhausen                             | Engen                  | 468                       |
| Nordhalden                            | Blumberg               | 227                       |
| Öhningen                              | Öhningen               | 1.433                     |
| Radolfzell, Stadt                     | Radolfzell am Bodensee | 13.607                    |
| Randegg                               | Gottmadingen           | 1.007                     |
| Reichenau                             | Reichenau              | 4.047                     |
| Riedheim                              | Hilzingen              | 466                       |
| Rielasingen                           | Rielasingen-Worblingen | 4.688                     |
| Schienen                              | Öhningen               | 420                       |
| Schlatt am Randen                     | Hilzingen              | 292                       |
| Schlatt unter Krähen                  | Singen (Hohentwiel)    | 511                       |
| Singen (Hohentwiel), Große Kreisstadt | Singen (Hohentwiel)    | 33.332                    |
| Talheim                               | Tengen                 | 131                       |
| Tengen, Stadt                         | Tengen                 | 988                       |
| Überlingen am Ried                    | Singen (Hohentwiel)    | 677                       |
| Uttenhofen                            | Tengen                 | 143                       |
| Wangen                                | Öhningen               | 913                       |
| Watterdingen                          | Tengen                 | 796                       |
| Weil                                  | Tengen                 | 232                       |
| Weiler                                | Moos                   | 352                       |
| Weiterdingen                          | Hilzingen              | 657                       |
| Welschingen                           | Engen                  | 932                       |
| Wiechs am Randen                      | Tengen                 | 343                       |
| Worblingen                            | Rielasingen-Worblingen | 1.575                     |
| Zimmerholz                            | Engen                  | 293                       |

## Kfz-Kennzeichen
Am 1. Juli 1956 wurde dem Landkreis bei der Einführung der bis heute gültigen Kfz-Kennzeichen das Unterscheidungszeichen KN zugewiesen. Es wird durchgängig bis heute ausgegeben.
Am 1. Januar 1968 erhielt die Exklave Büsingen am Hochrhein mit BÜS ein eigenes Unterscheidungszeichen, um den Zollbeamten die Arbeit zu erleichtern. Es wird bis heute lediglich mit den Erkennungsbuchstaben A und Z ausgegeben. Fahrzeuge mit BÜS-Kennzeichen werden bei der Einreise in die Schweiz und im dortigen Straßenverkehr wie schweizerische Fahrzeuge behandelt.
Damit ist dieses Kennzeichen das seltenst vergebene.
Bis in die 1990er-Jahre erhielten Fahrzeuge aus dem Altkreis Stockach Kennzeichen mit den Buchstaben SC bis ZZ und den Zahlen von 100 bis 999.
Seit dem 1. April 2021 ist in Zusammenhang mit der Kennzeichenliberalisierung auch das Unterscheidungszeichen STO (Stockach) erhältlich.